# 18858 Tecleveland
18858 Tecleveland este un asteroid din centura principală de asteroizi.

## Descriere
18858 Tecleveland este un asteroid din centura principală de asteroizi. A fost descoperit pe 9 septembrie 1999 la Socorro, New Mexico, în cadrul proiectului LINEAR. Asteroidul prezintă o orbită caracterizată de o semiaxă mare de 2,56 ua, o excentricitate de 0,13 și o înclinație de 10,0° în raport cu ecliptica.